# 埃里希·科赫
埃里希·科赫（德語：Erich Koch，1896年6月19日-1986年11月12日）于1928年10月1日至1945年期间担任东普鲁士的纳粹党主席，同时兼任东普鲁士大区大区长官。1941年至1945年期间，他担任比亚维斯托克专区的民政总署署长（德語：Chef der Zivilverwaltung）。在此期间，他还于1941年9月至1944年8月担任乌克兰总督府的总督，并于1944年9月担任东方专员辖区的总督。第二次世界大战后，科赫在波兰受审，并于1959年被判犯有战争罪并被判处死刑。该判决后来被减为无期徒刑，科赫于1986年11月12日在波兰巴尔切沃监狱的牢房中自然死亡。